# Riyu Ohta
Riyu Ohta (* 17. August 1994 in Ageo) ist eine japanische Bahnradsportlerin, die auf die Kurzzeitdisziplinen spezialisiert ist.

## Sportlicher Werdegang
Seit 2018 ist Riyu Ohta international im Radsport aktiv. Bei den Asienmeisterschaften errang sie 2017 und 2018 gemeinsam mit Kayono Maeda jeweils die Bronzemedaille im Teamsprint. 2018 wurde sie zudem nationale Meisterin im Keirin. Beim Keirin-Lauf des Bahnrad-Weltcups 2018/19 in Hongkong belegte sie Rang zwei hinter Lokalmatadorin Lee Wai-sze. 2020 wurde sie zweifache japanische Meisterin, im Sprint sowie mit Yuka Kobayashi im Teamsprint. 2022 wurde sie Asienmeisterin im Sprint.

## Erfolge
2017
- Asienmeisterschaft – Teamsprint (mit Kayono Maeda)

2018
- Asienmeisterschaft – Teamsprint (mit Kayono Maeda)
- Japanische Meisterin – Keirin

2020
- Japanische Meisterin – Sprint, Teamsprint (mit Fuko Umekawa und Yuka Kobayashi)

2022
- Asienmeisterin – Sprint
- Japanische Meisterin – Teamsprint (mit Fuko Umekawa und Mina Satō)

2023
- Asienmeisterin – Sprint
- Asienmeisterschaft – Teamsprint (mit Yūka Kobayashi und Mina Satō)
- Asienmeisterschaft – Keirin
- Asienspiele – Sprint